# Saar (NF-mandat)
Saar (franska: Le Territoire du Bassin de la Sarre; tyska: Saarbeckengebiet) eller Saargebiet, var ett område i Tyskland, som Storbritannien och Frankrike ockuperade, och som sedan stod under NF-mandat åren 1920–1935. Detta var i enlighet med Versaillesfreden. Folkmängden uppgick 1933 till 812 000 invånare, och huvudstad var Saarbrücken. Områdets gränser sammanfaller nästan helt med det moderna Saarlands, men ytan var något mindre. Efter en folkomröstning 1935 blev Saar åter tyskt.

## Kommissionens ordförande
- Victor Rault, Frankrike (26 februari 1920 – 31 mars 1926)
- George Washington Stephens, Kanada (1 april 1926 – 9 juni 1927)
- Sir Ernest Colville Collins Wilton, Storbritannien (9 juni 1927 – 31 mars 1932)
- Sir Geoffrey George Knox, Storbritannien (1 april 1932 – 28 februari 1935)